# Stanford (Kalifornien)
Stanford ist ein census-designated place (CDP) in der nordwestlichen Ecke des Santa Clara County im US-Bundesstaat Kalifornien und ist die Heimat der Stanford University. Bei der Volkszählung 2020 betrug die Einwohnerzahl 21.150.
Stanford ist ein nicht inkorporiertes Gebiet des Santa Clara County und grenzt an die Stadt Palo Alto.
Der größte Teil des Campus der Stanford University und andere Grundstücke im Kernbesitz der Universität befinden sich an dem von der Volkszählung ausgewiesenen Ort Stanford, obwohl das Stanford University Medical Center, das Stanford Shopping Center und der Stanford Research Park offiziell zur Stadt Palo Alto gehören. Seine Wohnbevölkerung besteht aus den Bewohnern von Wohnhäusern auf dem Campus, einschließlich Studentenwohnheimen für graduierte Studenten und Einfamilienhäusern und Eigentumswohnungen, die den Bewohnern ihrer Fakultät gehören, sich aber auf gemietetem Stanford-Land befinden. Ein an den Stanford-Campus angrenzendes Wohnviertel, College Terrace, mit Straßen, die nach Universitäten und Colleges benannt sind, ist weder Teil des Stanford CDP noch im Besitz der Universität (mit Ausnahme einiger weniger Einzelhäuser), sondern gehört stattdessen zu Palo Alto.

## Geographie
Stanford befindet sich unter 37°25′21″N 122°9′55″W (37.422590, -122.165413) und liegt am U.S. Highway 101, der Kalifornien in Nord-Süd-Richtung durchquert.
Nach Angaben des United States Census Bureau hat Stanford eine Gesamtfläche von 2,8 Quadratmeilen (7,3 km²), wovon 2,7 Quadratmeilen (7,0 km²) auf Land und 0,045 Quadratmeilen (0,12 km²) (1,64 %) auf Wasser entfallen.

### Klima
In dieser Region herrschen warme (aber nicht heiße) und trockene Sommer, wobei die monatlichen Durchschnittstemperaturen nicht über 22 °C (71,6 °F) liegen. Nach dem Köppen-Klima-Klassifikationssystem hat Stanford ein warm-sommerliches Mittelmeerklima, auf Klimakarten mit der Abkürzung „Csb“ abgekürzt.

## Demographie

### 2010
Bei der Volkszählung 2010 hatte Stanford 13.809 Einwohner. Die Bevölkerungsdichte betrug 4.974,5 Personen pro Quadratmeile (1.920,6/km²). Die ethnische Zusammensetzung von Stanford bestand aus 7.932 (57,4 %) Weißen, 651 (4,7 %) Afroamerikanern, 86 (0,6 %) Ureinwohnern, 3.777 (27,4 %) Asiaten, 28 (0,2 %) Pazifikinsulanern, 263 (1,9 %) anderer Ethnien und 1.072 (7,8 %) von zwei oder mehr Ethnien. Hispanoamerikaner oder Latinos jeglicher Abstammung waren 1.439 Personen (10,4 %).
Die Volkszählung ergab, dass 55,6 % der Bevölkerung in Haushalten und 44,4 % in nicht institutionalisierten Gruppenquartieren lebten.
Es gab 3.913 Haushalte, in 517 (13,2 %) lebten Kinder unter 18 Jahren, 1.159 (29,6 %) waren verschiedengeschlechtliche verheiratete Paare, die zusammen lebten, 47 (1,2 %) hatten eine Hausfrau ohne Ehemann, 24 (0,6 %) hatten einen männlichen Haushaltsvorstand ohne Ehefrau. Es gab 159 (4,1 %) unverheiratete verschiedengeschlechtliche Partnerschaften und 15 (0,4 %) gleichgeschlechtliche verheiratete Paare oder Partnerschaften. 1.522 Haushalte (38,9 %) waren Einpersonenhaushalte und 87 (2,2 %) hatten eine allein lebende Person, die 65 Jahre oder älter war. Die durchschnittliche Haushaltsgröße betrug 1,96. Es gab 1.230 Familien (31,4 % der Haushalte); die durchschnittliche Familiengröße betrug 2,77.
Die Altersverteilung betrug 917 Personen (6,6 %) unter 18 Jahren, 7.914 Personen (57,3 %) im Alter von 18 bis 24 Jahren, 3.595 Personen (26,0 %) im Alter von 25 bis 44 Jahren, 762 Personen (5,5 %) im Alter von 45 bis 64 Jahren und 621 Personen (4,5 %), die 65 Jahre oder älter waren. Das Medianalter lag bei 22,6 Jahren. Auf 100 Frauen entfielen 118,3 Männer. Auf 100 Frauen im Alter von 18 Jahren und darüber kamen 120,1 Männer.
Es gab 3.999 Wohneinheiten mit einer durchschnittlichen Dichte von 1.440,6 pro Quadratmeile, von den bewohnten Einheiten waren 790 (20,2 %) eigengenutzt und 3.123 (79,8 %) vermietet. Die Leerstandsrate bei Eigenheimbesitzern betrug 0,9 %; die Leerstandsrate bei Mietwohnungen lag bei 0,9 %. 2.022 Personen (14,6 % der Bevölkerung) lebten in Eigentumswohnungen und 5.657 Personen (41,0 %) in Mietwohnungen.

### 2000
Bei der Volkszählung 2000 lebten in Stanford 13.314 Personen, 3.207 Haushalte und 1.330 Familien. Die Bevölkerungsdichte betrug 4.849,8 Menschen pro Quadratmeile (1.869,4/km²). Es gab 3.315 Wohneinheiten mit einer durchschnittlichen Dichte von 1.207,4/qm mi (465,4/km²). Die ethnische Zusammensetzung bestand zu 60,40 % aus Weißen, zu 4,90 % aus Schwarzen oder Afroamerikanern, zu 0,72 % aus Indianern, zu 25,57 % aus Asiaten, zu 0,16 % aus Pazifikinsulanern, zu 3,65 % aus anderen Ethnien und zu 4,60 % aus zwei oder mehr Ethnien. 8,96 % der Bevölkerung waren Hispanoamerikaner oder Latinos jeglicher Abstammung. Von den 3.207 Haushalten lebten 17,9 % mit Kindern unter 18 Jahren, 38,7 % waren zusammenlebende Ehepaare, 1,8 % hatten einen weiblichen Haushaltsvorstand ohne Ehemann und 58,5 % waren Nicht-Familienmitglieder. 23,0 % der Haushalte waren Ein-Personen-Haushalte und 2,5 % waren Ein-Personen-Haushalte im Alter von 65 Jahren oder älter. Die durchschnittliche Haushaltsgröße lag bei 2,22 und die durchschnittliche Familiengröße bei 2,73.
Die Altersverteilung betrug 7,2 % unter 18 Jahren, 58,5 % von 18 bis 25, 23,7 % von 25 bis 45, 6,1 % von 45 bis 65 und 4,4 % 65 oder älter. Das Medianalter lag bei 22 Jahren. Auf 100 Frauen entfielen 118,0 Männer. Auf 100 Frauen im Alter von 18 Jahren und darüber kamen 119,4 Männer.
Das mediane Haushaltseinkommen betrug 41.106 $ und das mediane Familieneinkommen 88.596 $. Männer hatten ein Medianeinkommen von 67.250 $ gegenüber 56.991 $ für Frauen. Das Pro-Kopf-Einkommen betrug 22.443 Dollar. Etwa 11,1 % der Familien und 21,4 % der Bevölkerung befanden sich unterhalb der Armutsgrenze, darunter 11,6 % der unter 18-Jährigen und 1,8 % der über 65-Jährigen.

## Politik
Das Gebiet ist stark demokratisch geprägt: 54 % sind bei den Demokraten und 15 % bei der Republikanischen Partei registriert.
In der kalifornischen Legislative gehört Stanford zum 13. Senatsdistrikt, vertreten durch den Demokraten Jerry Hill, und zum 24. Assembly District, vertreten durch den Demokraten Marc Berman.
Im Repräsentantenhaus der Vereinigten Staaten liegt Stanford im 18. kalifornischen Kongressbezirk, vertreten durch die Demokratin Anna Eshoo.

## Bildung
Das Stanford CDP ist Teil des Palo Alto Unified School District, der den Schülern K-12 dient. Zwei der Schulen des Distrikts liegen innerhalb der Grenzen des CDP: die Escondido Elementary School und die Lucille M. Nixon Elementary School.
Zu den Vorschulen des CDP gehören die Bing Nursery School, die von der School of Humanities and Sciences der Universität betrieben wird, und das Children’s Center of the Stanford Community, eine Eltern-Lehrer-Kooperative.

## Söhne und Töchter der Gemeinde
- George P. Shultz (1920–2021), US-amerikanischer Politiker
- Reid Hoffman (* 1967), Unternehmer und Autor
- Jon Fisher (* 1972), Unternehmer und Wirtschaftsexperte
- Jonathan Moore (* 1977), Schriftsteller und Rechtsanwalt
- Andrew W. K. (* 1979), Rockmusiker
- Katie Hoff (* 1989), Schwimmerin, Weltmeisterin, Silbermedaillen-Gewinnerin bei Olympia
- Sam Bankman-Fried (* 1992), Unternehmer und Betrüger
- Adrien Costa (* 1997), Radrennfahrer
- Bijoy Garg (* 2002), Autorennfahrer